# Hugo Raudsepp
Viktor Paul Hugo Raudsepp (né le 10 juin 1883 à Vaimastvere, Tartumaa – mort le 15 septembre 1952, Région d'Irkoutsk) est un écrivain et journaliste estonien. C'est un écrivain très prolifique et influent. En 1951 il est déporté par les autorités soviétiques vers la Région d'Irkoutsk où il meurt.

## Biographie
Victor Paul Hugo Raudsepp est le fils du distillateur du manoir de Vaimastvere. Il fréquente l'école du village puis en 1900 l'école municipale de Tartu, puis il travaille pour des petits commerces de la Commune de Rakke. À partir de 1907, il devient critique littéraire, journaliste et éditorialiste pour différents journaux.
De 1917 à 1920, il est très actif politiquement, il devient député-maire de Viljandi et travaille au secrétariat de l'Assemblée constituante Estonienne (en).
Puis son implication politique diminue. De 1920 à 1924 Raudsepp est critique littéraire pour le quotidien Vaba Maa (en). 
En 1924, il contracte la tuberculose et met un an à s'en remettre. Il devient ensuite pigiste à Elva, et à partir de 1936 à Tartu. Après la Seconde Guerre mondiale, Raudsepp vit à Tallinn. Il continue à écrire et devient l'un des écrivains estoniens les plus prolifiques.
En 1950 Raudsepp devient une "non personne (en)" et il est arrêté par le régime soviétique. 
Il est condamné à 10 ans de travaux forcés et déporté en Sibérie. 
Il meurt en septembre 1952 pendant la construction de la Magistrale Baïkal-Amour.

## Œuvres
| - Sidemed ja sõlmed (1919) - Imbi (1920) - Kirju rida (1921) - Vested (I-II, 1921-1924) - Euroopa uuemast kirjandusest (1921) - Ekspressionism (1922) - Lääne-Euroopa sentimentalism ja haletundeline vool Eesti kirjanduses (1923) - Demobiliseeritud perekonnaisa (1923) - Ameerika Kristus (1926) - Kikerpilli linnapead (1926) - Ristteed (1926) - Sinimandria (1927) - Kohtumõistja Simson (1927) - Siinai tähistel (1928) - Püha Miikaeli selja taga (1928) - Mikumärdi (1929) - Mait Metsanurk ja tema aeg (1929) - Põrunud aru õnnistus (1931) | - Vedelvorst (1932) - Salongis ja kongis (1933) - Isand Maikello sisustab oma raamatukappi (1934) - Roosad prillid (1934) - Jumala veskid (1936) - Lipud tormis (1937) - Mees, kelle käes on trumbid (1938) - Roheline Tarabella (1938) - Mustahamba (1939) - Kompromiss (1940) - Viimne eurooplane (1941) - Kivisse raiutud (1942) - Rotid (1946) - Tagatipu Tiisenoosen (1946) - Minu esimesed kodud. Mälestused I (1947) - Tillereinu peremehed (1948) - Küpsuseksam (1949) - Lasteaed (1949) - Vaheliku vapustused (édition posthume, 2003) |

## Autres références
1. ↑  (ekk) « Biographie de HUGO RAUDSEPP ( 10. VII 1883 – 16. IX 1952 ) », miksike.ee (consulté le 2 août 2012)
2. ↑  (en) « Literature: Estonian literature in two cultural spheres », estonica.org, 2009 (consulté le 2 août 2012)